# ميوكو كودو
ميوكو كودو (باليابانية: 工藤美代子) (27 مارس 1950، طوكيو في اليابان)؛ روائية يابانية.